# Critérium National de la Route 1959
Il Critérium National de la Route 1959, ventottesima edizione della corsa, si svolse il 22 marzo e fu vinto dal francese André Darrigade della Helyett-Leroux-Fynsec che batté in volata i suoi connazionali Fernand Picot e Jean Graczyk.

## Ordine d'arrivo (Top 10)
| Pos. | Corridore         | Squadra                   | Tempo    |
| ---- | ----------------- | ------------------------- | -------- |
| 1    | André Darrigade   | Helyett-Leroux-Fynsec     | 6h14'00" |
| 2    | Fernand Picot     | Mercier-BP-Hutchinson     | s.t.     |
| 3    | Jean Graczyk      | Helyett-Leroux-Fynsec     | s.t.     |
| 4    | Valentin Huot     | Mercier-BP-Hutchinson     | s.t.     |
| 5    | Jacques Anquetil  | Helyett-Leroux-Fynsec     | s.t.     |
| 6    | Pierre Everaert   | Rapha-R. Geminiani-Dunlop | s.t.     |
| 7    | René Privat       | Mercier-BP-Hutchinson     | s.t.     |
| 8    | Raphaël Geminiani | Rapha-R. Geminiani-Dunlop | s.t.     |
| 9    | Jean Stablinski   | Helyett-Leroux-Fynsec     | s.t.     |
| 10   | Claude Colette    | Peugeot-BP-Dunlop         | a 57"    |